# Dusona mercator
Dusona mercator är en stekelart som först beskrevs av Fabricius 1793.  I den svenska databasen Dyntaxa används istället namnet Dusona oxyacanthae. Dusona mercator ingår i släktet Dusona och familjen brokparasitsteklar. Arten är reproducerande i Sverige. Inga underarter finns listade i Catalogue of Life.